# Базыкин, Георгий Александрович
Георгий (Егор) Александрович Базыкин (род. 8 мая 1979, Москва) — российский биолог, доктор биологических наук, профессор РАН. В 2007—2023 годах являлся заведующим сектором молекулярной эволюции Института проблем передачи информации имени А. А. Харкевича РАН (ИППИ РАН). В настоящее время — приглашённый учёный в департаменте биомедицинской информатики Гарвардской медицинской школы при Гарвардском университете.

## Биография
Родился 8 мая 1979 года в Москве. В 1996—2001 годах обучался на биологическом факультете Московского государственного университета (МГУ), окончил его по специальности «Зоология» с присвоением квалификации зоолога.
В 2002—2007 годах обучался в аспирантуре Принстонского университета, научные руководители — Саймон Левин и Алексей Кондрашов. В 2007 году защитил диссертацию «Естественный отбор в молекулярной эволюции: геномный подход с использованием метода наибольшей экономии» по специальности «Экология и эволюционная
биология» и получил учёную степень доктора философии.
В 2007—2021 годах преподавал на факультете биоинженерии и биоинформатики МГУ (ФББ МГУ), с 2008 года — в качестве старшего преподавателя. Читал курсы «Эволюционная и медицинская геномика», «Эволюционная геномика» и «Эволюционная биология». С 2011 года являлся ведущим научным сотрудником лаборатории эволюционной геномики ФББ МГУ.
В 2007—2023 годах занимался научной деятельностью в Институте проблем передачи информации имени А. А. Харкевича РАН (ИППИ РАН) в Москве: в 2007 году занимал должность младшего научного сотрудника в учебно-научном центре «Биоинформатика», в 2007—2008 годах — и. о. заведующего сектором молекулярной эволюции, с 2008 года — заведующего сектором молекулярной эволюции.
Работал в Центре молекулярной и клеточной биологии Сколковского института науки и технологий: занимался научной деятельностью, занимал должность профессора, с 2016 года — заведовал лабораторией, а также преподавал курс «Эволюционная, популяционная и медицинская геномика» и руководил магистерской программой в области наук о жизни.
В 2018 году в ИППИ РАН защитил диссертацию «Положительный и эпистатический отбор в эволюции аминокислотных последовательностей» по специальности «Математическая биология, биоинформатика» и получил учёную степень доктора биологических наук. В 2022 году получил учёное звание профессора РАН по Отделению биологических наук РАН.
В настоящее время является приглашённым учёным в департаменте биомедицинской информатики Гарвардской медицинской школы при Гарвардском университете.

## Научная деятельность
По данным сайта Российской академии наук, научные интересы Базыкина следующие: «Биологическая эволюция на разных уровнях. Выявление относительной важности естественного отбора и неселективных процессов в эволюции генотипов. Применение методов сравнительной геномики и биоинформатики к эволюции последовательностей на геномном уровне. Популяционно-генетический анализ данных молекулярной эволюции. Геномная эпидемиология вирусных инфекций».
По данным сайта Сколковского института науки и технологий, Базыкин «сосредоточен на выяснении роли естественного отбора и неизбирательных процессов в эволюции генотипов, а также на выяснении того, как генетические взаимодействия формируют закономерности эволюции и вариации. Он особенно интересуется эволюцией иммунной системы и лекарственной устойчивостью патогенов, а также применением эволюционных методов в медицинской генетике. В настоящее время его основное внимание уделяется геномной эпидемиологии вирусов, включая SARS-CoV-2».
Является автором 77 научных публикаций, входящих в ядро РИНЦ, из них 1 — в российском журнале и 77 — в зарубежных. Индекс Хирша по ядру РИНЦ — 18. Число цитирований из публикаций, входящих в ядро РИНЦ, — 1416.
Является автором 85 научных публикаций, входящих в Scopus. Индекс Хирша по Scopus — 22. Число цитирований из публикаций, входящих в Scopus, — 1796.
Входит в редакционную коллегую научного журнала Biology Letters.

## Награды и признание
- Лауреат премии Российского клуба Европейской академии для молодых учёных (2012)[7].
- Победитель конкурса работ талантливых студентов, аспирантов и молодых учёных МГУ (2014), учреждённого Олегом Дерипаской[7].
- Член консультативного совета F1000 Research[англ.][7].
- Обладатель почётного учёного звания профессора РАН (с 2022)[9].
- Член Общества промышленной и прикладной математики[англ.] (SIAM)[2].
- Член Общества исследования эволюции[англ.] (SSE)[2].
- Член Общества молекулярной биологии и эволюции[англ.] (SMBE)[2].